# لز دیکر
لز دیکر (انگلیسی: Les Dicker; ۲۰ دسامبر ۱۹۲۶ – ۱۷ دسامبر ۲۰۲۰) بازیکن فوتبال اهل بریتانیا بود.
از باشگاه‌هایی که در آن بازی کرده‌است می‌توان به باشگاه فوتبال چلمزفورد سیتی، باشگاه فوتبال ساوتند یونایتد، و باشگاه فوتبال تاتنهام هاتسپر اشاره کرد.